# آرولون-ان-سن
آرولون-ان-سن (به فرانسوی: Arelaune-en-Seine) یک کمون در فرانسه است که در سن-ماریتیم واقع شده‌است. آرولون-ان-سن ۵۳٫۸۱ کیلومتر مربع مساحت دارد.